# Почта Исландии
Почта Исландии (исл. Íslandspóstur ohf) — исландский почтовый оператор, предоставляющий почтовые услуги. Компания принадлежит Министерству связи Исландии и является монополистом в области перевозки и доставки почты на острове. Располагает сетью из 120 почтовых отделений.

## История
История почты в Исландии восходит к 13 мая 1776 году, когда король Кристиан VII, король Дании и, в то же время, Исландии, приказал создать в стране почтовую связь. Согласно приказу короля на острове образовывалось 18 районных почтовых администраций и учреждалась должность главного почтмейстера в Бессастадир, резиденции датского наместника. Спустя два года, в 1778 году, между Рейкьявиком и Копенгагеном раз в год начали регулярно курсировать почтовые корабли. В 1851 году количество рейсов было увеличено до трёх, а в 1858 году — до шести (между апрелем и ноябрём). Позднее была установлена почтовая связь между Рейкьявиком и Ливерпулем, а с 1870 года датские почтовые корабли стали также заходить в Фарерские и Шетландские острова и в северные порты Шотландии.
Внутри страны перевозка корреспонденции началась в 1782 году. С 1831 года почта восемь раз в год доставлялась жителям западного побережья. С 1837 года эта система распространилась и на восточное побережье, а с 1849 года — на юго-восток.
26 февраля 1872 года в Исландии был издан декрет о выпуске собственных марок. Первые исландские почтовые марки поступили в обращение 1 января 1873 года, и в то же время на острове начали открываться первые почтовые отделения. Первый выпуск состоял из пяти марок с рисунком, идентичным рисунку марок Дании 1870 года (коронованная цифра номинала в овале), с названием страны «Island».

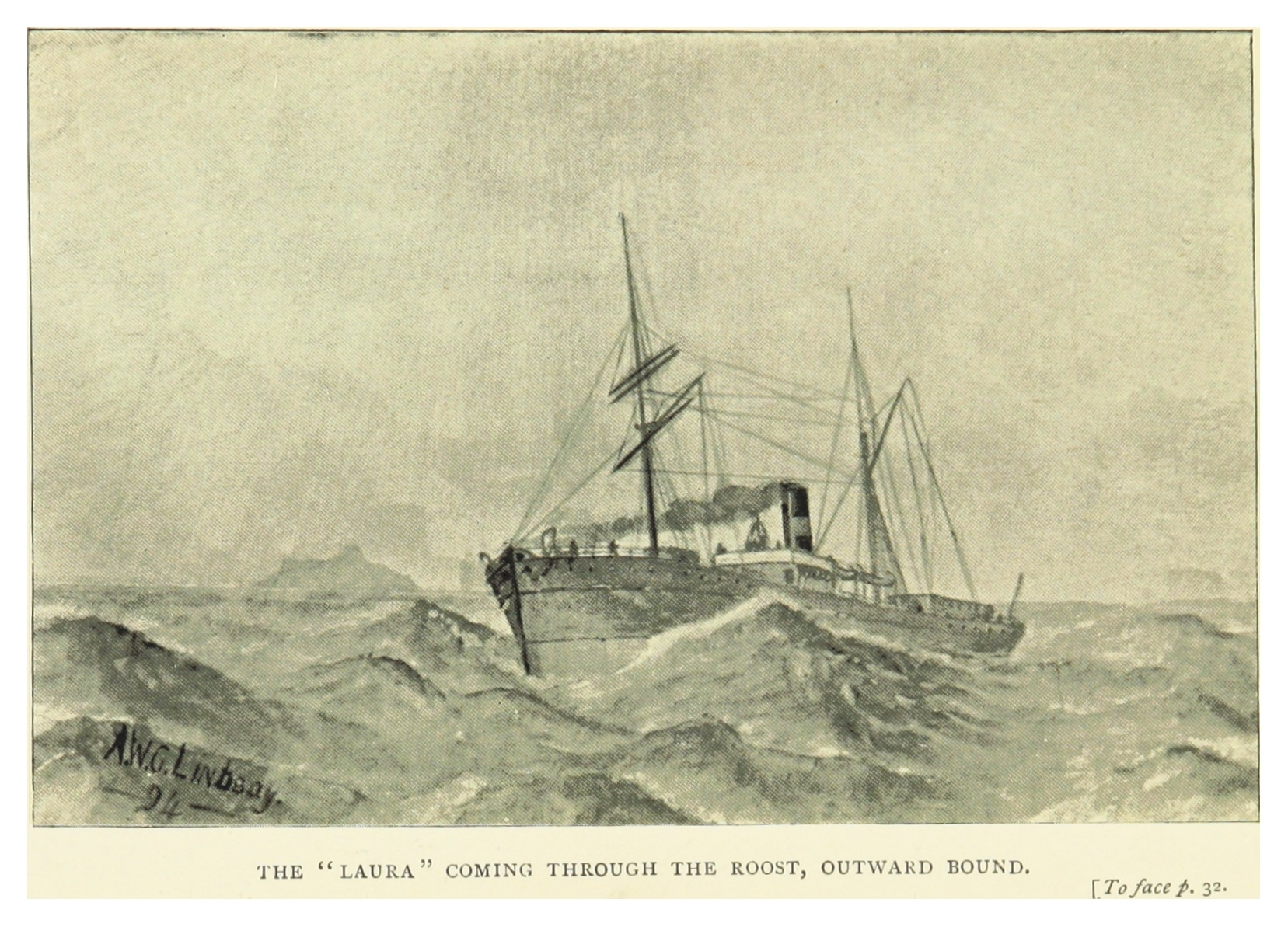
Почтовый корабль Лаура, доставлявший почту из Дании на Фареры и в Исландию, 1898 год
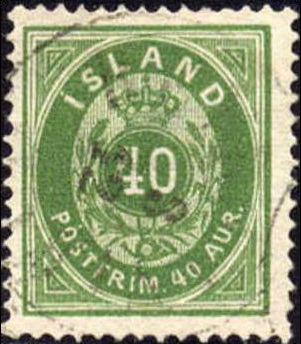
Почтовая марка Исландии из второго выпуска (1876) (Mi #11A)
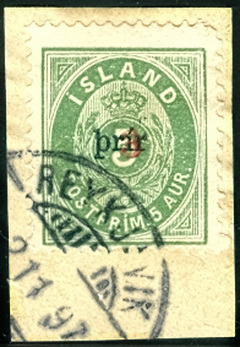
Почтовая марка на вырезке с надпечаткой нового номинала (1897) (Mi #18)
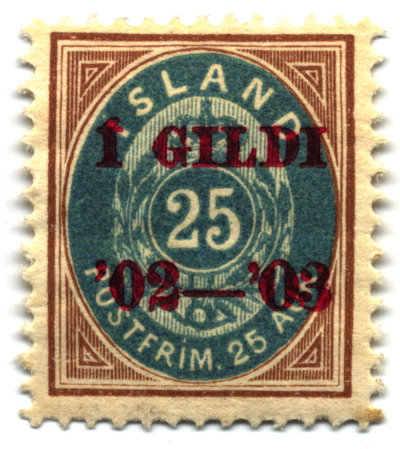
Почтовая марка с надпечаткой «Í GILDI / '02—'03» (1902) (Mi #31B)
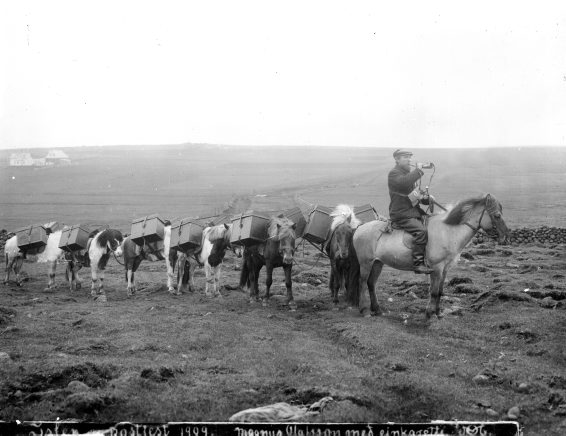
Почтальон во главе почтового каравана лошадей, 1909 год
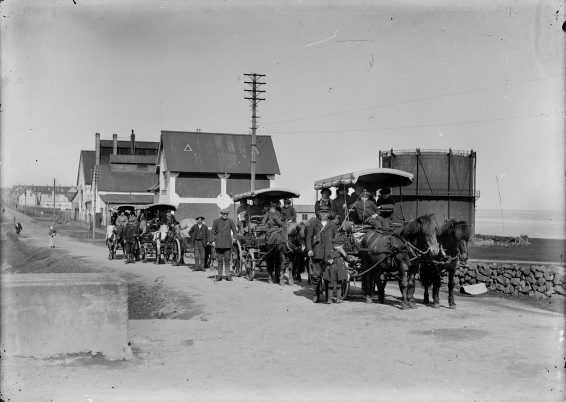
Почтовые повозки отправляются с площади Хлеммюр, 1915 год

В 1935 году почтовая служба Исландии и национальная телефонная компания Исландии были объединены в единую государственную почтово-телефонную компанию (исл. Póstur-og-Sími букв. "Почта и Телефон"). В конце декабря 1997 года эта компания была разделена на две отдельные компании — телефонную (исл. Landssími) и почтовую (исл. Íslandspóstur).

## Современность
На 2016 год почта Исландии является одним из крупнейших работодателей Исландии, в ней работают более чем 1200 сотрудников. По всей стране открыто большое количество почтовых отделений, при этом, для оптимизации скорости доставки и улучшения качества услуг, планируется дальнейшее расширение сети отделений.
Деятельность компании осуществляется по трём направлениям: 
- почтовые услуги;
- логистика и вспомогательные службы логистики;
- таможенные брокерские услуги.

Почта Исландии предлагает услуги:
- Внутренней почты (с использованием самолетов и автомобилей, иногда также используется доставка на кораблях и лодках);
- Международных почтовых отправлений (с использованием самолетов, иногда используются суда);

## Штаб-квартира
Головной офис компании находится в Рейкьявике, по адресу:

Stórhöfða 29, 110 Reykjavík, Ísland

## Галерея

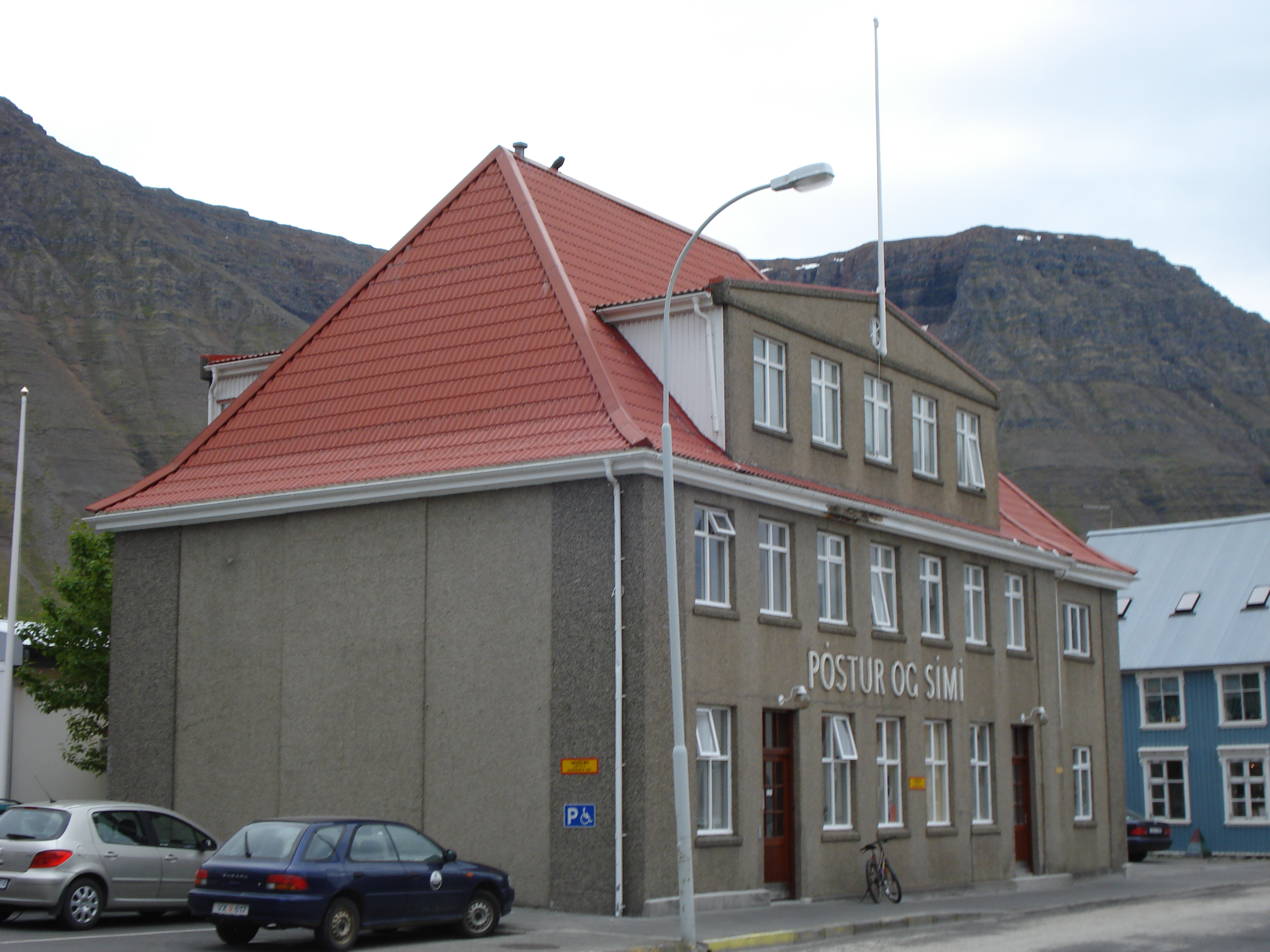
Почтовое отделение в Исафьордуре
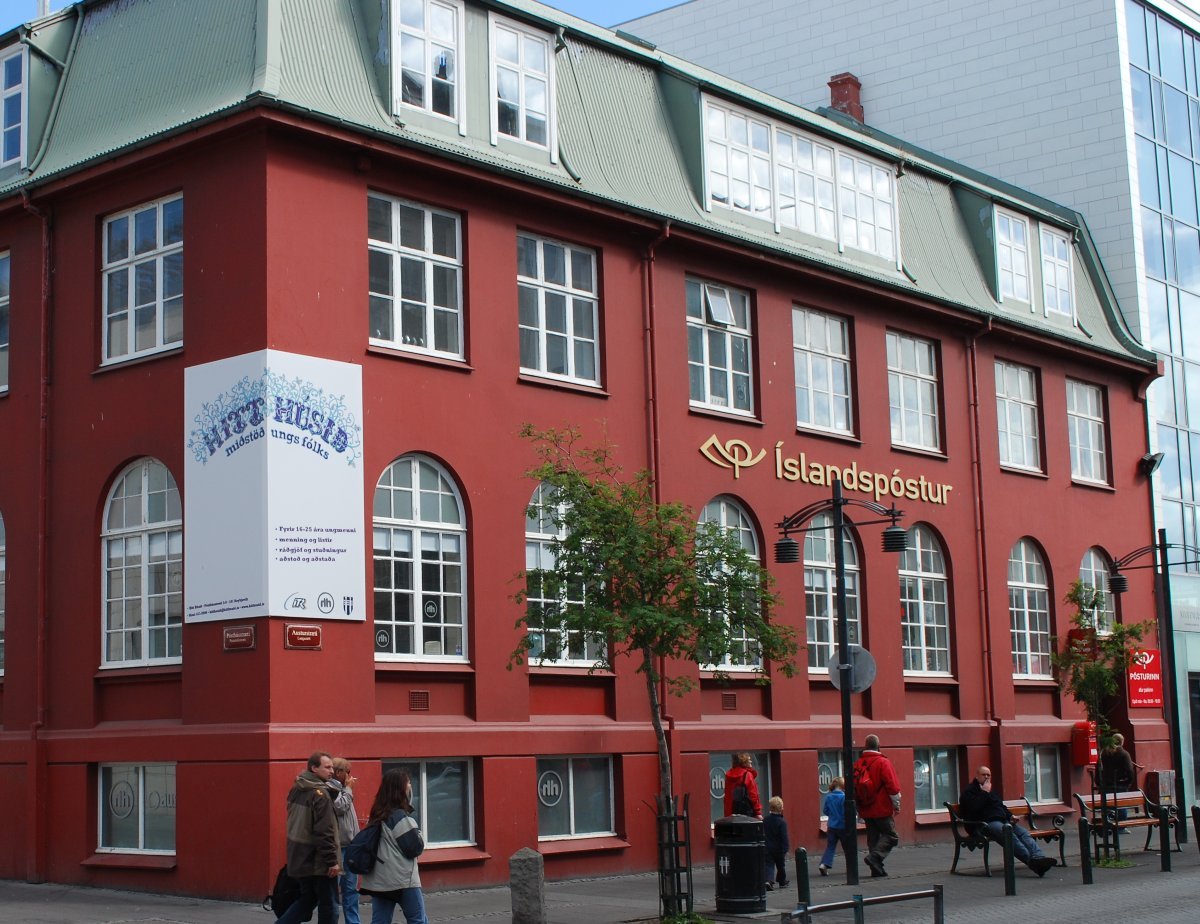
Здание главпочтампа в Рейкьвике
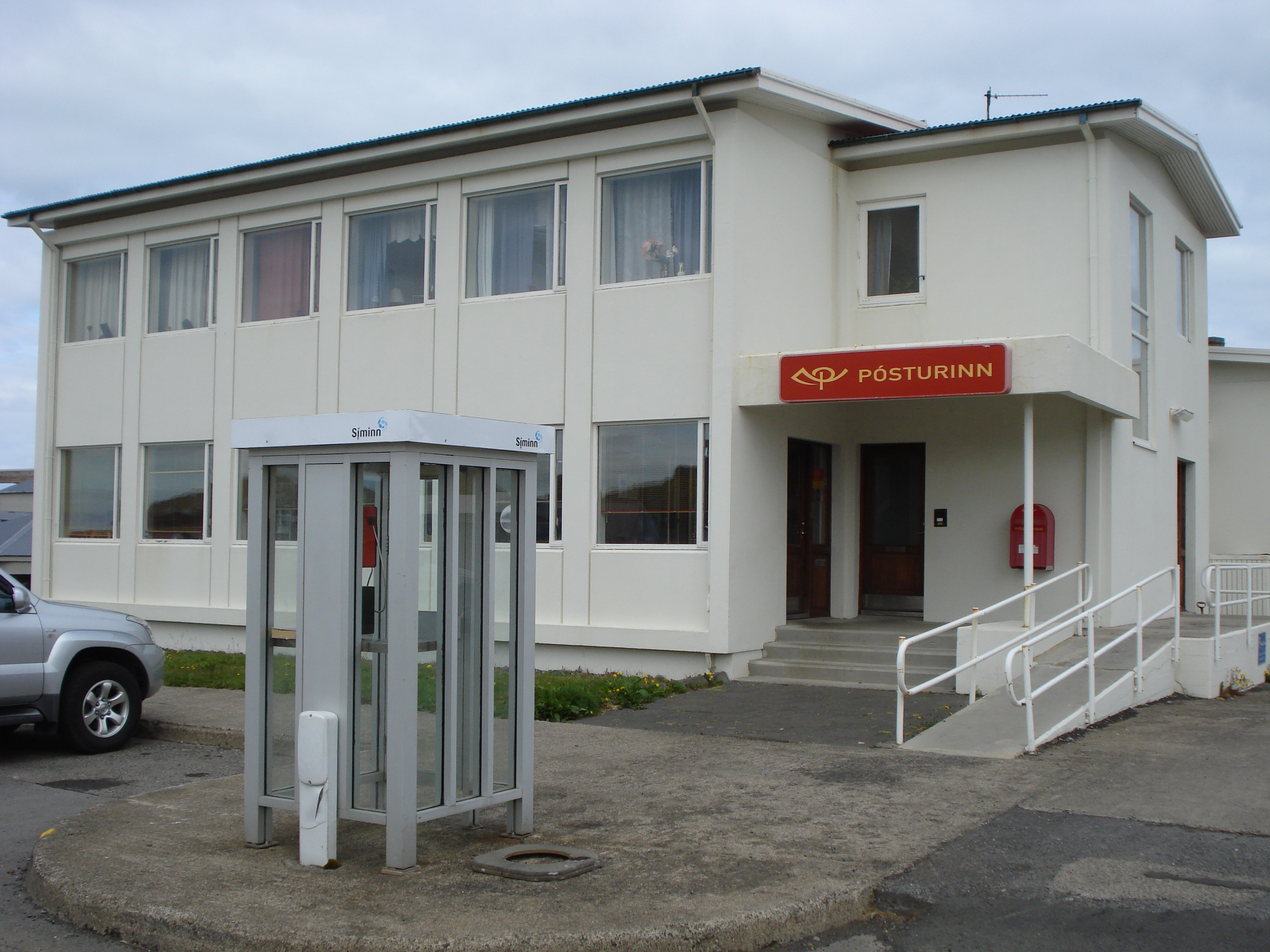
Почтовое отделение в Стихкисхоульмюре
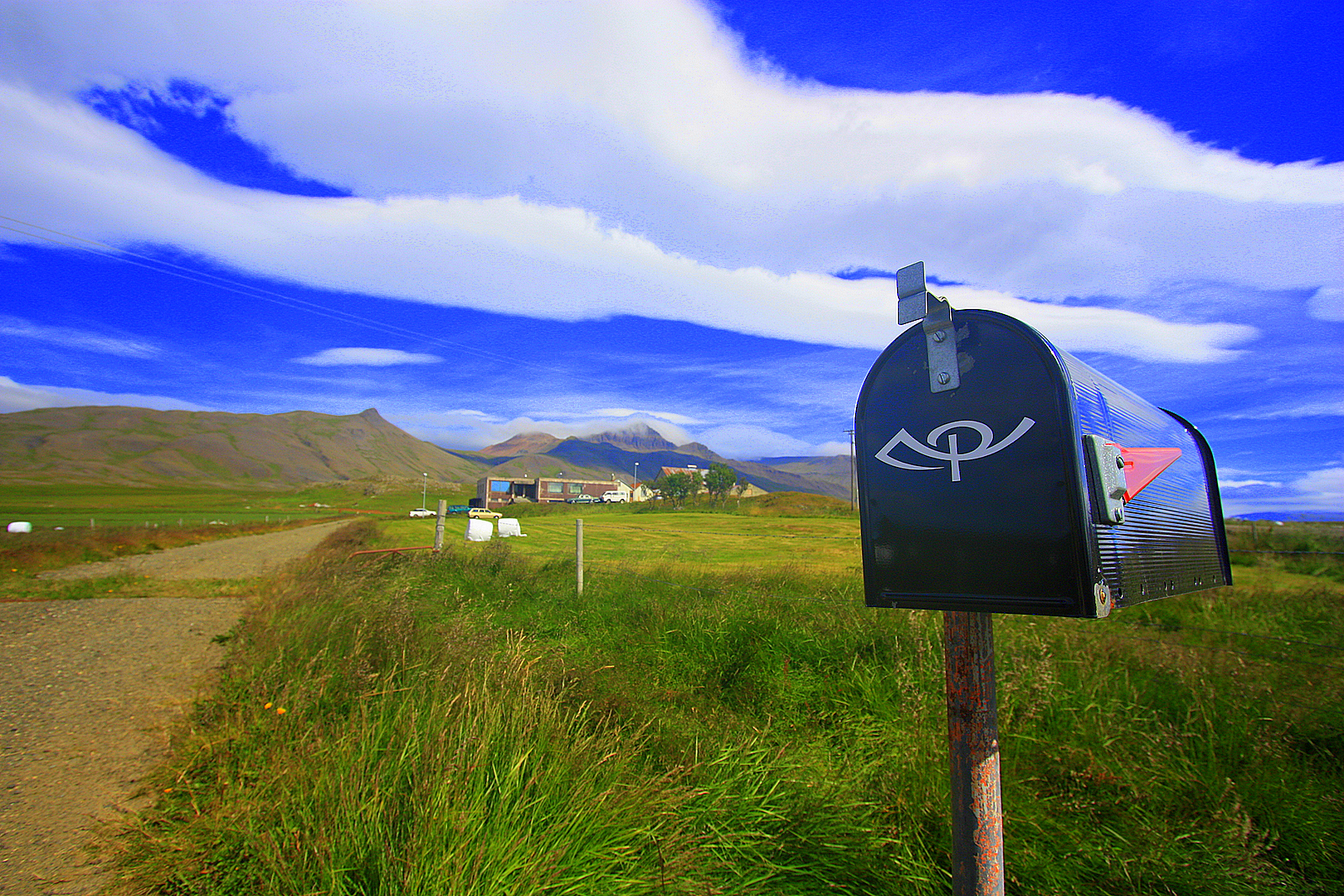
Почтовый ящик в сельской местности
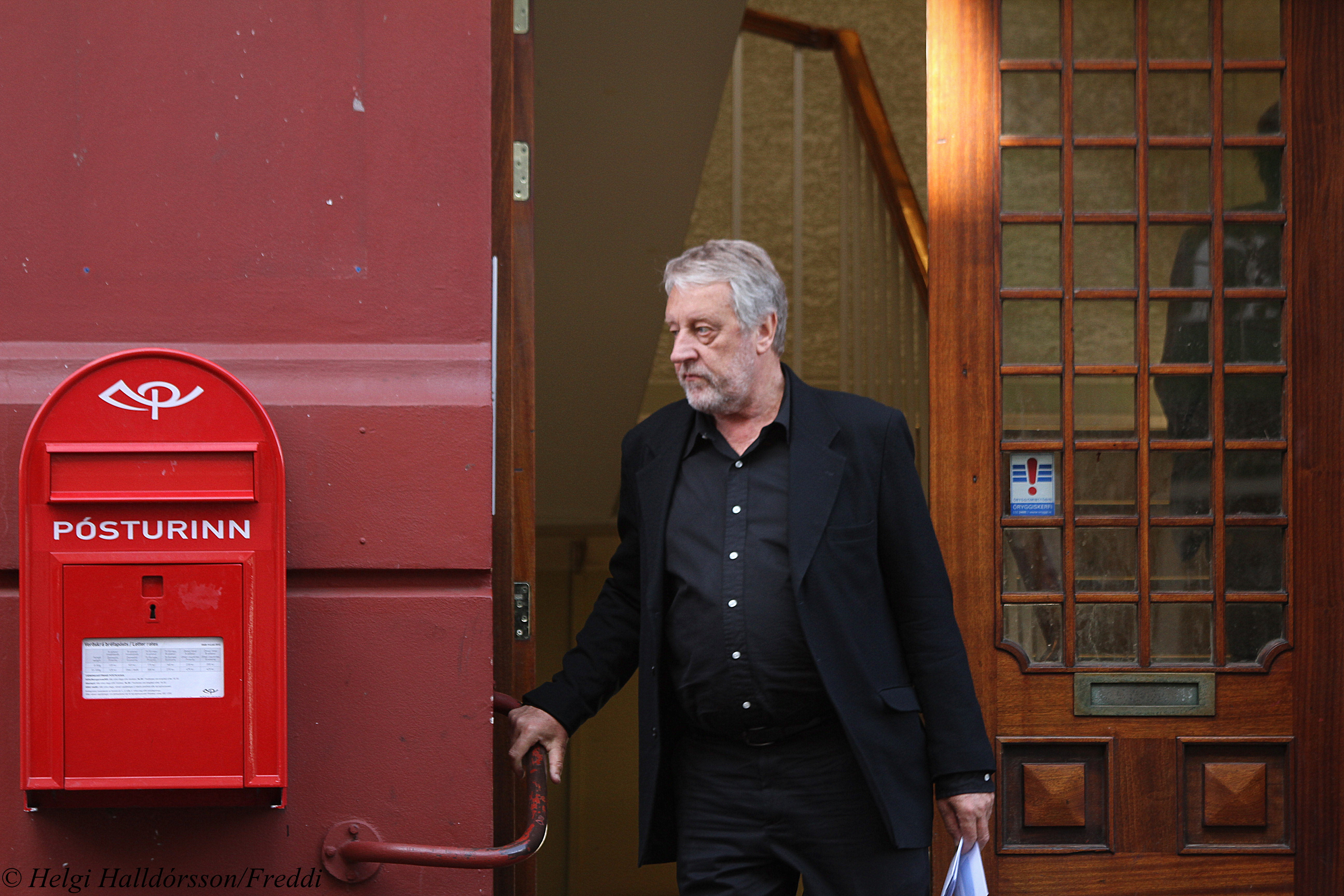
Почтовый ящик на главпочтампе
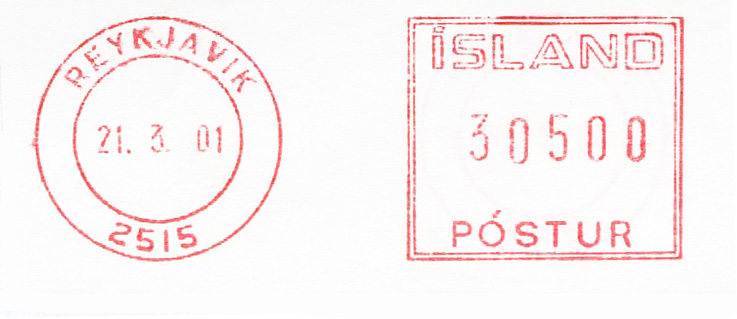
Образец исландского почтового штампа